# 26-й саммит G8
21-23 июля 2000 года в Наго, префектура Окинава, Япония, состоялся 26-й саммит «большой восьмёрки».

## Участники саммита
26-й саммит G8 стал первым саммитом президента России Владимира Путина и последним саммитом премьер-министра Италии Джулиано Амато и президента США Билла Клинтона. Это был также первый и единственный саммит премьер-министра Японии Ёсиро Мори.

### Страны-участники
В работе саммита приняли участие представители следующих стран:
- члены Большой восьмёрки:
  - Великобритания
  - Германия
  - Европейский союз
  - Италия
  - Канада
  - Россия
  - США
  - Франция
  - Япония

### Лидеры стран участниц саммита

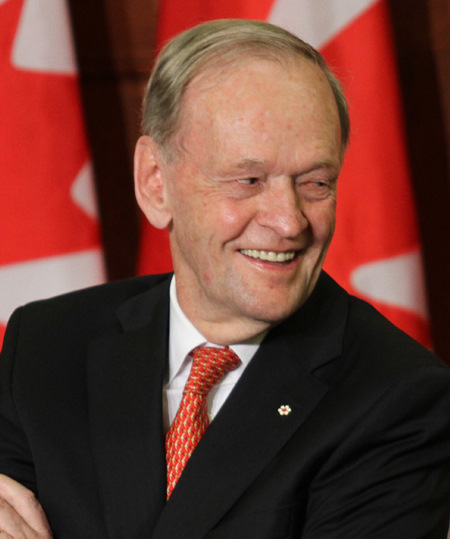
Канада Кретьен, Жан, Премьер-министр
Франция Ширак, Жак, Президент
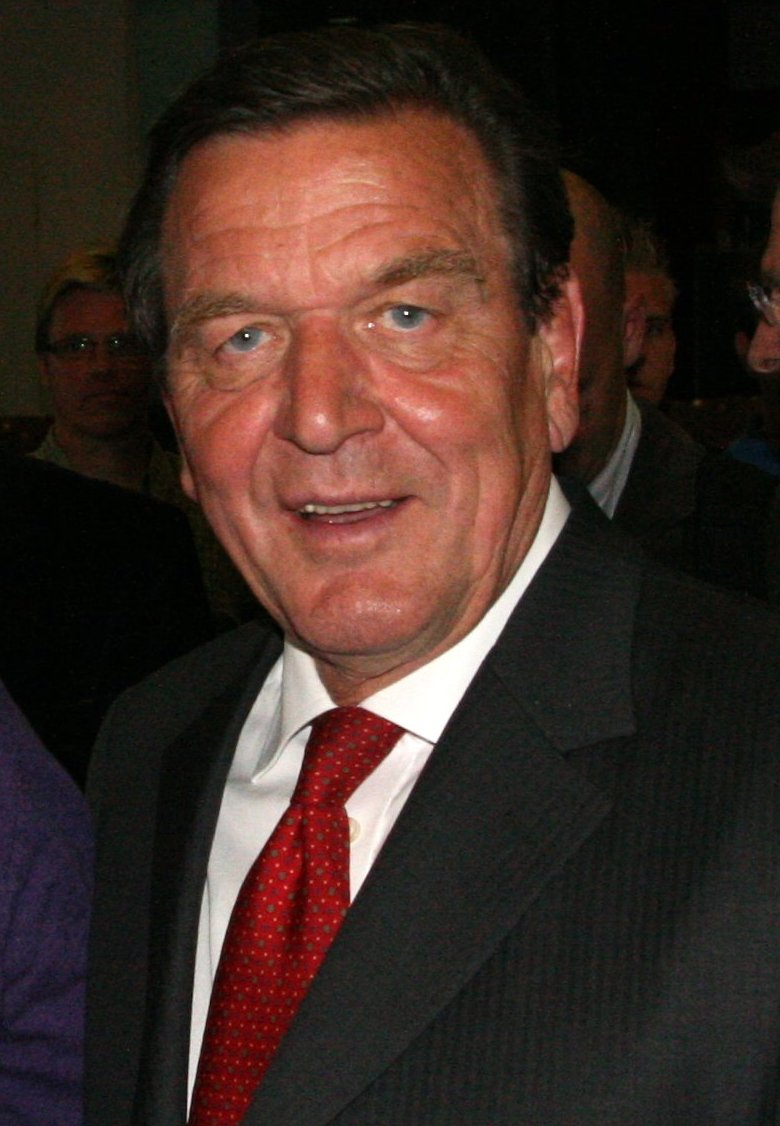
Германия Шрёдер, Герхард, Канцлер
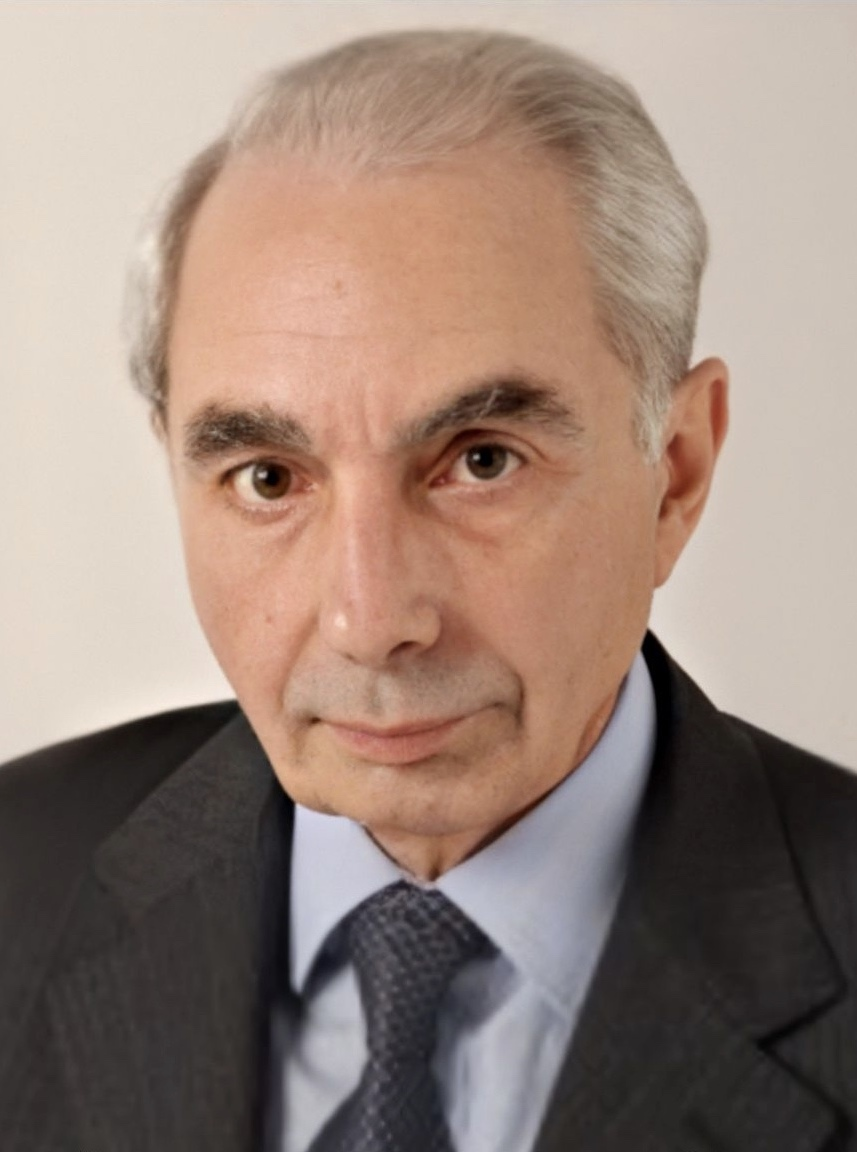
Италия Амато, Джулиано, Премьер-министр
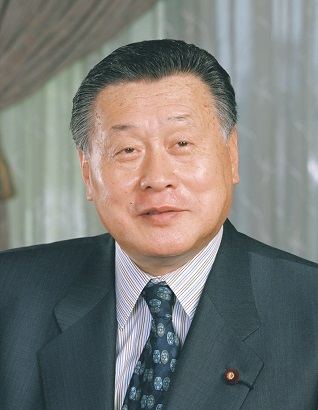
Япония Мори, Ёсиро, Премьер-министр
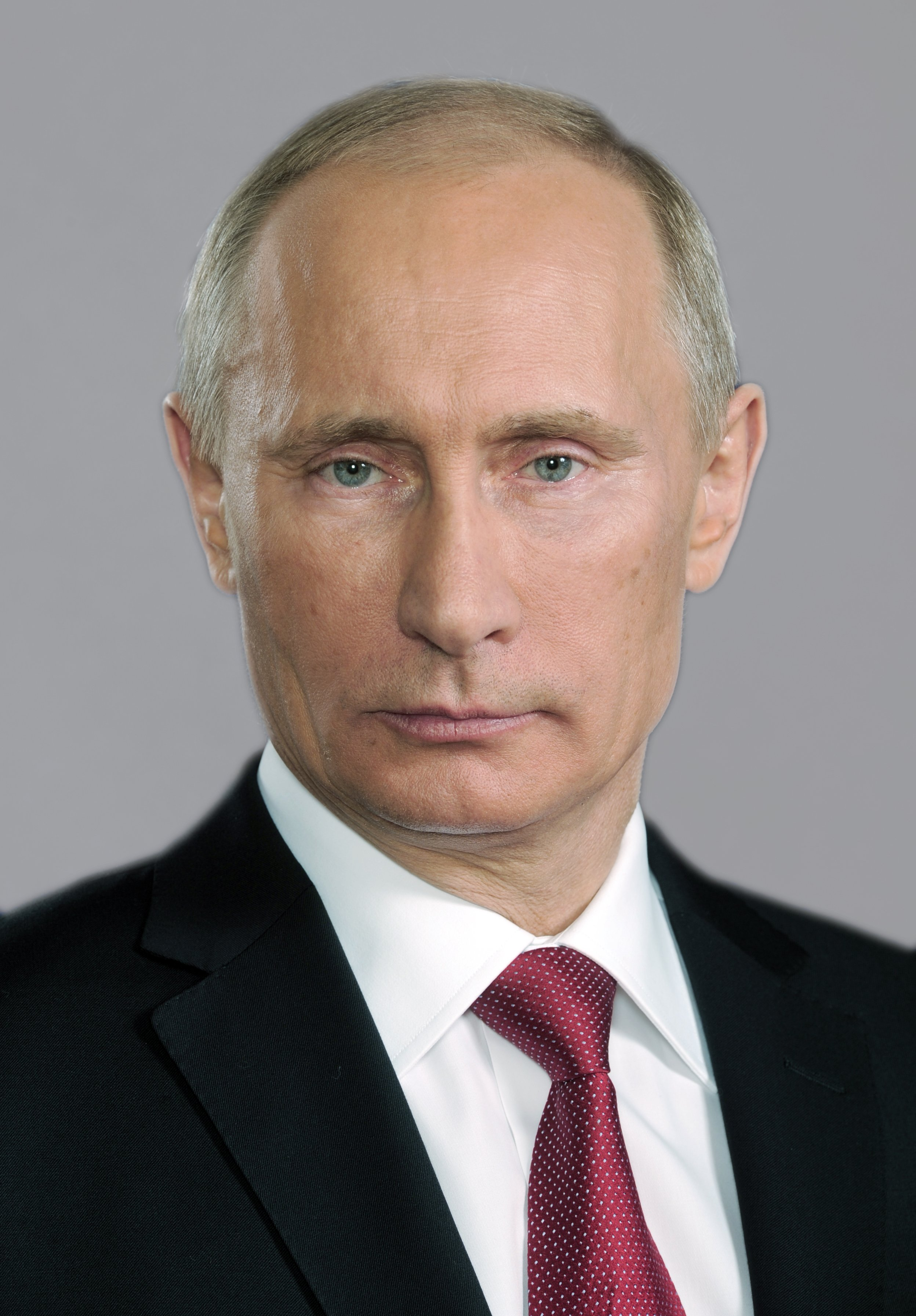
Россия Путин, Владимир Владимирович, Президент
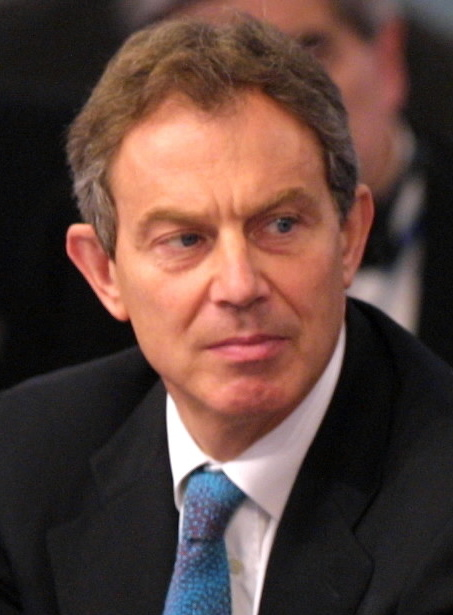
Великобритания Блэр, Тони, Премьер-министр
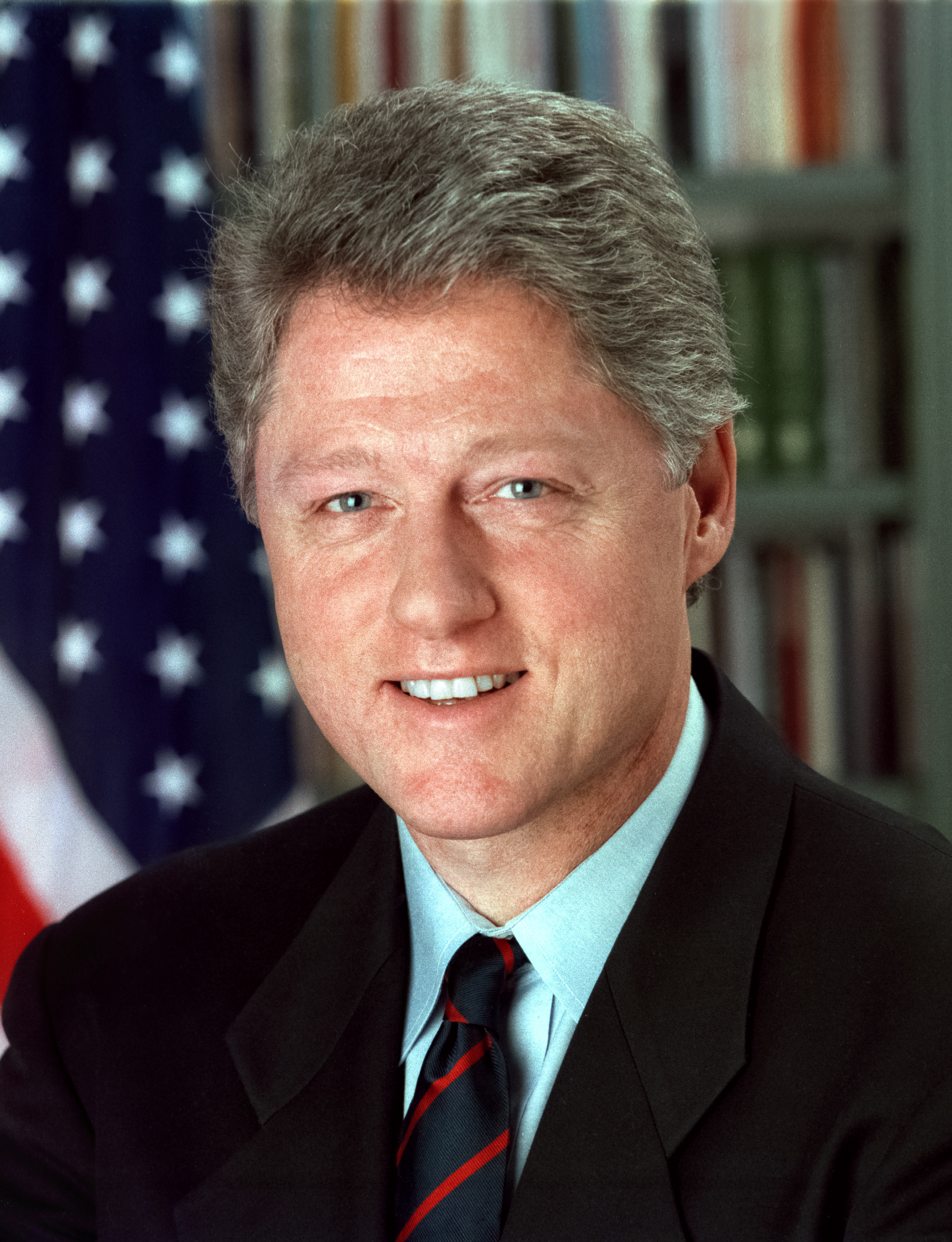
Соединённые Штаты Америки Клинтон, Билл, Президент
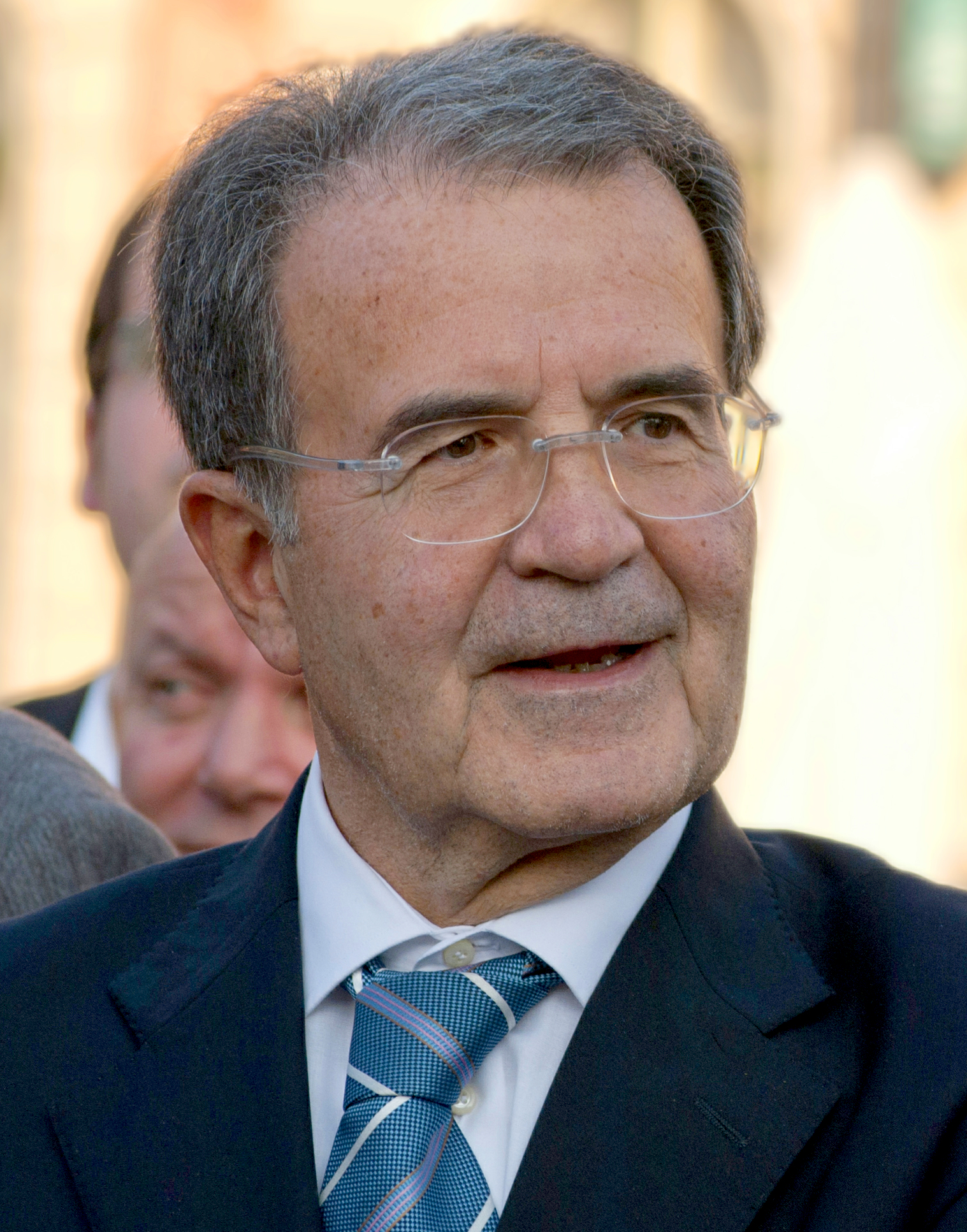
Европейский союз Проди, Романо, Председатель Европейской комиссии

## Принятые решения
Подписано общее заявление, которое подтвердило общую заинтересованность скорейшей ратификации СНВ-II в США и общую готовность расширить контакты на пути разработки СНВ-III. Приняты договорённости о создании центра по контролю за пусками ракет.